# Калонг
Калонгът (Pteropus vampyrus), наричан също летяща лисица, е вид бозайник от семейство Плодоядни прилепи (Pteropodidae). Разпространен е в тропичните гори на Югоизточна Азия.

## Описание
Това е един от най-едрите прилепи. Достига маса 120 – 1100 грама, като широкият диапазон в теглото се обяснява с факта, че съществуват 62 вида прилепа калонг (при всички женските са по-дребни от мъжките екземпляри). Размахът на крилата му е до 1.5 метра, което поставя летящата лисица на челните места по този показател сред всички прилепи. Калонгът се среща в най-разнообразни окраски и цветове – от точки или райета, до такива в червено или жълто.
Този прилеп получава името летяща лисица, заради сходството в триъгълните уши и муцунката между него и лисицата. Максималната скорост, която е способен да развие е 30 километра в час.

## Хранене
Калонгът е активен през нощта и се храни с плодове, нектар и цветове на растения. Дневната консумация на храна може да достигне до 35 процента от собственото му тегло. За разлика от други видове прилепи, калонгът не си служи с ехолокация, за да намира храна или ориентира в тъмното, а вместо това използва чувствителното си обоняние и отлично развито зрение.

## Размножаване
Процесът на чифтосване се осъществява докато двата прилепа са обърнати с главите надолу. В рамките на година женската ражда едно малко, но не е изключена възможността и да са две, но в този случай вероятността и двете малки да оцелеят е нищожна. Бременността трае от 140 до 190 дни, като продължителността ѝ зависи от конкретния вид летяща лисица.

## Продължителност на живота
Калонгът живее от 15 до 30 години, като основен фактор, оказващ влияние върху продължителността на живот е средата. Така например ако живее в естествената си среда тя е около 15 години и съответно до 30 години ако се отглежда от човек. Най-дълго живелият калонг умира на възраст от 31 години и 5 месеца.